# Lathrocasis
Lathrocasis là một chi thực vật có hoa trong họ Polemoniaceae.

## Loài
Chi Lathrocasis gồm các loài: